# 京都鐵道博物館

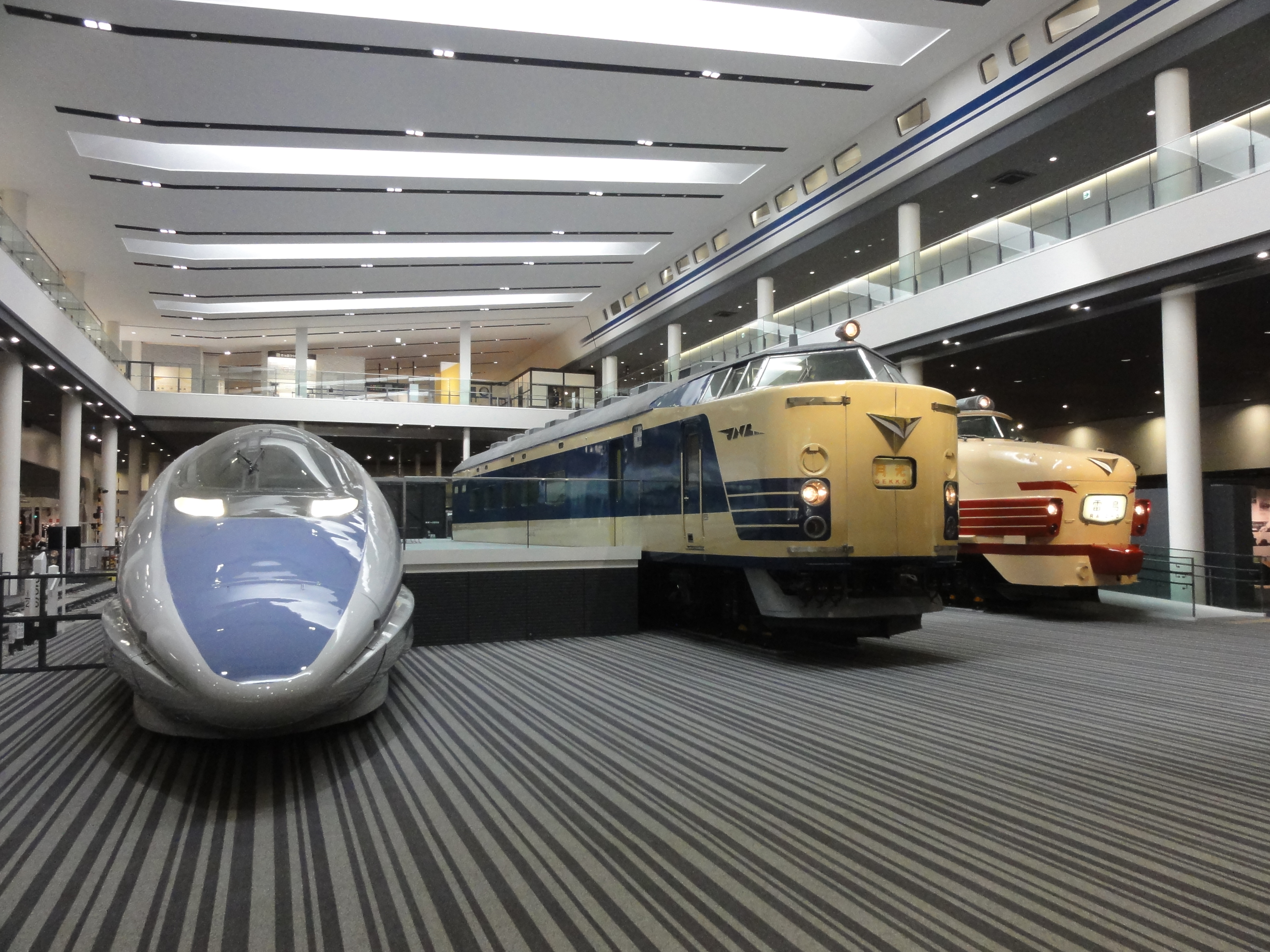
位於本館（主場館）一樓的主展示間。從左至右分別為新幹線500系521型电力动车组1號車、日本國鐵583系電力動車組臥鋪車35號車、以及國鐵KuHa 489型電聯車1號車。

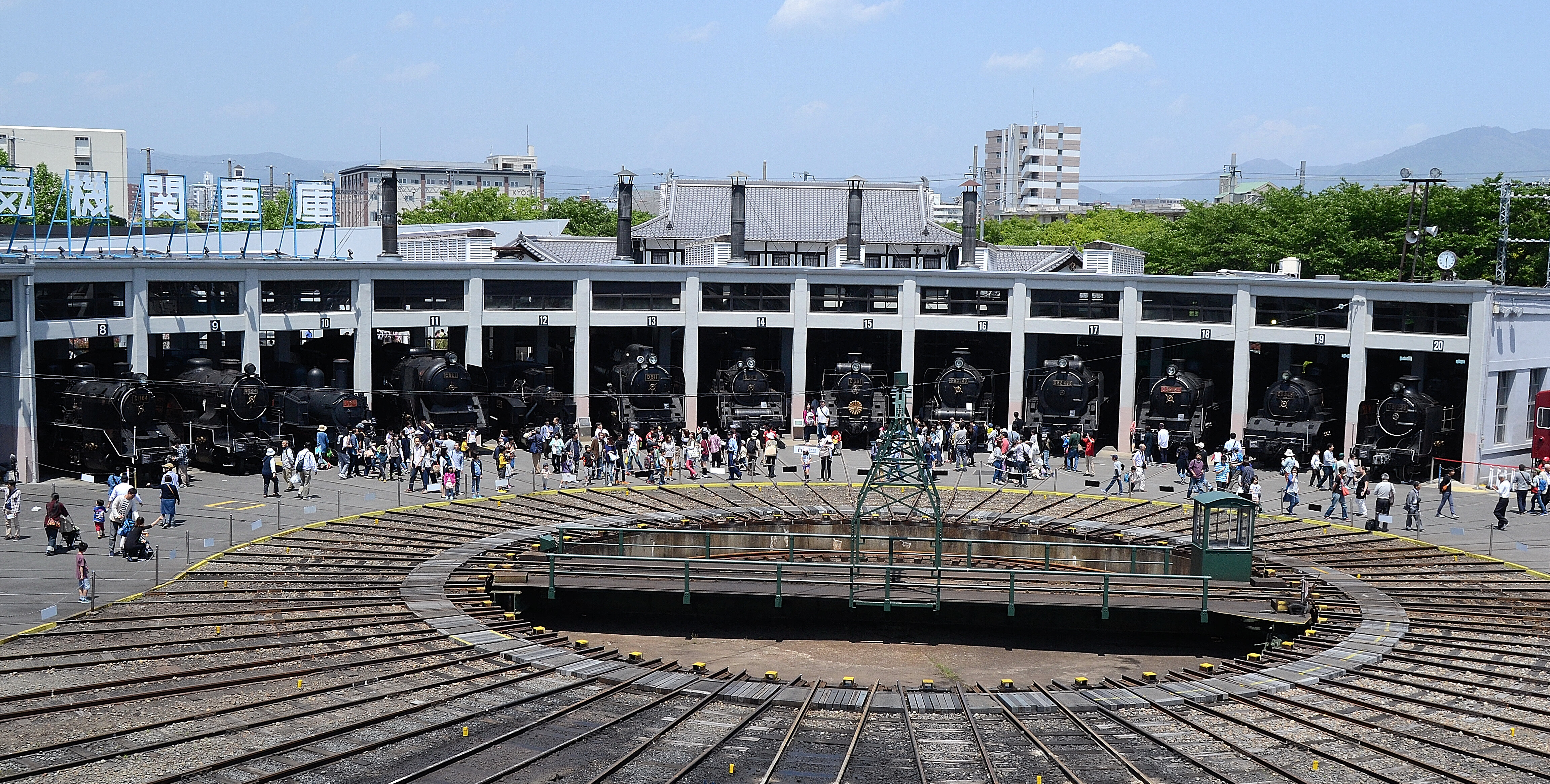
扇形機關車庫，原蒸汽火車館時代留存的「梅小路蒸汽機關車館」看板，因應館區整建及更名，而將「館」字立牌更改為「庫」字。

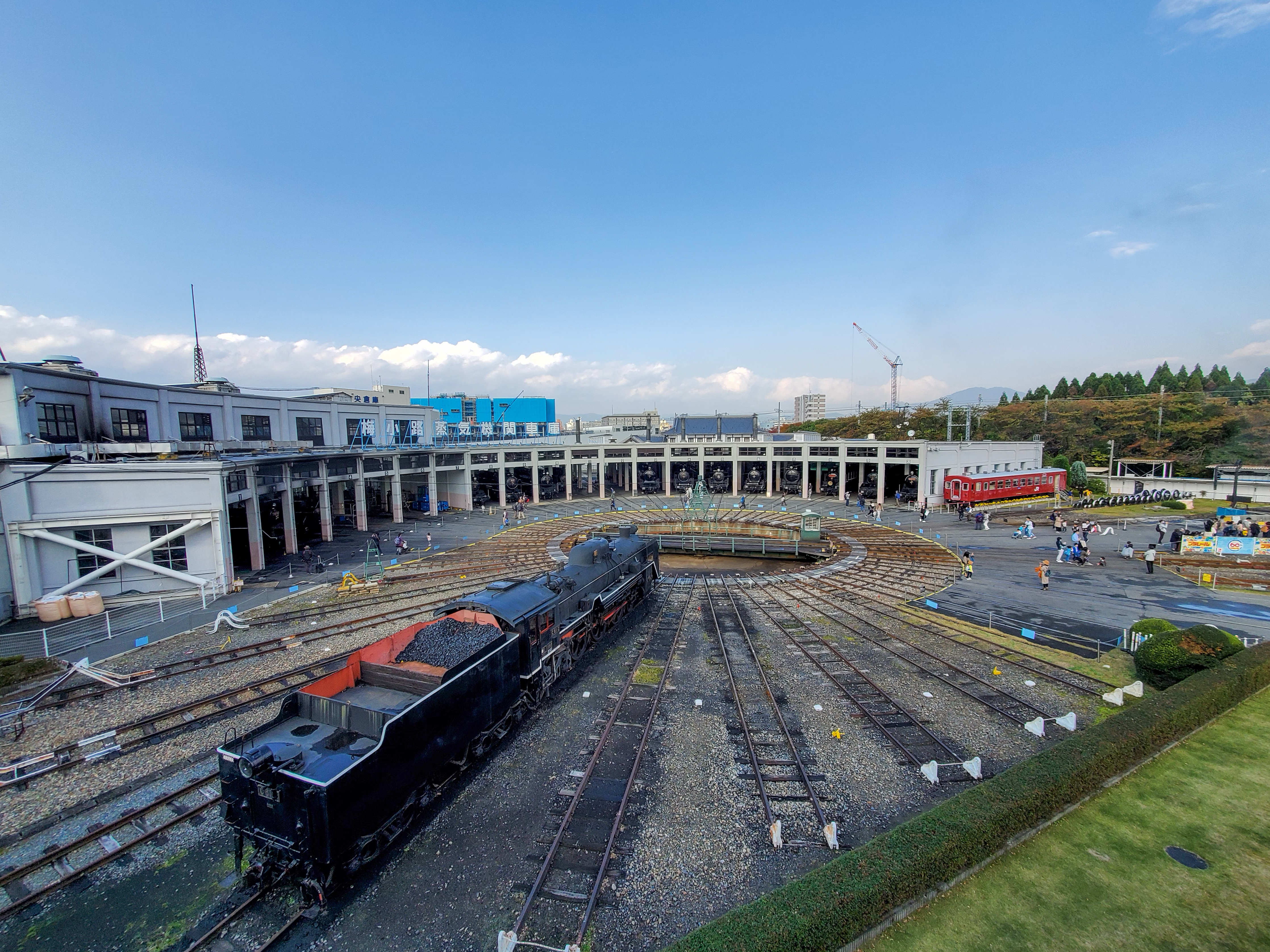
梅小路蒸汽机关车库

京都鐵道博物館（日语：／ Kyōto tetsudō hakubutsukan）是位於日本京都市的鐵路博物館，由西日本旅客鐵道（JR西日本）旗下的交通文化振興財團營運。館址前身為2015年8月30日關閉的梅小路蒸汽火車博物館，並承接大阪弁天町交通科學博物館（2014年4月6日閉館）部分展品，經擴建後於2016年4月29日開幕。全館展示面積約31,000平方公尺，館內有日本最大的鐵路模型展示。

## 歷史
由於位於大阪市港區的交通科學博物館建築老舊且場地狹小，JR西日本於2012年12月發表梅小路蒸汽機關車館的擴建計畫，將利用一旁的梅小路公園土地增闢展覽設施，並於2014年4月7日起關閉交通科學博物館，將館內的展示車輛移至此。梅小路蒸汽機關車館則自2015年8月31日起進行擴建工程而暫時封館。2013年12月19日，JR西日本公布擴建後的館名改為「京都鐵道博物館」，預計2016年春季完工啟用。
京都鐵道博物館規劃為綜合性的鐵路博物館，展場面積約18,800平方公尺，全館面積約31,000平方公尺，館內將展示包含原本前述兩館共50輛各型鐵道車輛。開館時的面積與展示車輛總數，大於JR東日本於埼玉縣埼玉市設立的鐵道博物館、以及JR東海於愛知縣名古屋市設立的磁浮·鐵道館，成為全日本最大的鐵路博物館，至2018年7月鐵道博物館完成擴建為止。
為了便利遊客前往該館，JR西日本同時規劃在嵯峨野線京都 - 丹波口間路段新設梅小路京都西車站，於2019年3月16日啟用。由於與新站的設置衝突，現有的東海道本線貨物支線京都貨物 - 丹波口間約3.3km路段將隨著新站的啟用而同步廢止，屆時梅小路的三角線將會走入歷史。

## 外部連結
- 京都鐵道博物館官方網站
- 京都鉄道博物館的Facebook專頁